# Chena (woreda)
Pour les articles homonymes, voir Chena.
Chena est un woreda de la zone Keffa de la région Éthiopie du Sud-Ouest. Ce district a 158 449 habitants au recensement de 2007. Sa partie méridionale se détache au début des années 2020 pour former les woredas Shisho Ande et Wacha.

## Géographie
Situé dans l'ouest de la zone Keffa et initialement limitrophe de la zone Bench Sheko, le district est desservi par la route A6 Jimma-Mizan.
Il se situe autour de 2 100 m d'altitude[source insuffisante]
En dehors de Wacha, la principale agglomération est Shishinda située à peu-près à mi-distance entre Mizan et Bonga.
Partant de Shishinda, une route transversale dessert le sud de Bita et se poursuit jusqu'à Tepi dans la zone Sheka.
|                         | Gewata         |       |
| Bita                    | Chena          | Gimbo |
| Semien Bench Shay Bench | Meinit Goldeya | Decha |

Comme toute la zone Keffa, Chena se rattache à  la région des nations, nationalités et peuples du Sud jusqu'à la création de la région d'Éthiopie du Sud-Ouest en 2021.

## Démographie
D'après le recensement national de 2007 réalisé par l'Agence centrale de la statistique (Éthiopie), le district d'origine compte 158 449 habitants dont 7 % de citadins qui sont les 10 499 habitants de Wacha et 1 130 habitants à Shishinda.
Environ 44 % des habitants du district sont protestants, 41 % sont orthodoxes, 8 % sont de religions traditionnelles africaines, 4 % sont musulmans et 3 % sont catholiques.
En 2022, la population est estimée sur le même périmètre à 222 310 personnes avec une densité de population de 210 personnes par km2 et 1 058 km2 de superficie,,.
Entre-temps toutefois, au début des années 2020, le détachement de Shisho Ande et de Wacha réduit le territoire de Chena à 494 km2 de superficie.